# المنتزه الوطني الأطلس الكبير الشرقي
المُنتزه الوطني الأطلس الكبير الشَّرقي هو مُنتزهٌ وطنيٌ يَقعُ في المغرب. تُغطِّي مساحتهُ حوالي 49000 هِكتار، ويتواجد بالقُرب من جبال الأطلس الكبير الشَّرقيَّة. عُيِّنت أجزاءٌ من المُنتزه موقعًا رامسارًا محميًا مُنذُ عام 2005.
أُنشئت الحديقة للحفاظ على القيم الثَّقافية جنبًا إلى جنب مع سُكَّانها من الأغنام البربريَّة، وغزال كوفييه، والطُّيور والبرمائيَّات، والزَّواحف، والنَّباتات.

## طالع أيضًا
- قائمة المتنزهات الوطنية في المغرب

## وصلات خارجيَّة
- المنتزهات الوطنيَّة في المغرب